# Пепшица, Игор
И́гор Франци́шек Пе́пшица (пол. Igor Franciszek Pieprzyca; родился 8 октября 2008 года, Неполомице, Польша) — польский футболист, полузащитник клуба «Пуща».

## Карьера
Воспитанник «УКС Казимеж». С 2018 года выступает в молодёжной академии «Пущи». Свой первый профессиональный матч в своей карьере сыграл 27 октября 2023 года в матче против «Короны», выйдя на замену вместо Артура Семашко. В возрасте 15 лет и 19 дней Пепшица стал самым молодым футболистом Экстраклассы, побив рекорд 64-х летней давности, установленный футболистом «Краковии» Янушом Сроком: на момент дебюта ему было 15 лет и 57 дней.

## Личная жизнь
Игор Пепшица — внук президента «Пущи» Ярослава Пепшица.